# Parasite (film)
Parasite er en sydkoreansk dramafilm fra 2019 instrueret og skrevet af Bong Joon-ho.
Filmen vandt hovedprisen på Cannes Film Festival og 4 priser ved Oscaruddelingen i 2020.

## Handling
Kim-familien, der består af far Kim Ki-taek (Song Kang-ho), mor Chung-sook (Hye-jin Jang), søn Ki-woo (Choi Woo-shik) og datter Ki-jeong (Park So-dam), bor i en lille kælderlejlighed og arbejder med lavtlønnede midlertidige jobs og kæmper for at holde sig oven vande. Ki-woos ven Min-hyuk (Park Seo-joon), der forbereder sig til at studere i udlandet, giver Kim-familien en "visdomssten", der formodes at give dem rigdom. Min-hyuk foreslår, at Ki-woo forklæder sig som universitetsstuderende for at overtage jobbet som engelsklærer for den velhavende Park-families teenagedatter, Da-hye (Jeong Ji-so).
Da Ki-woo er ansat, ansættes resten af Kims successivt, idet de præsenterer sig som som sofistikerede faglærte arbejdere, der ikke er kender hinanden og de integrerer herefter sig i Park-familien: Ki-woo indleder et romantisk forhold til Da-hye; Ki-jeong præsenterer sig som kunstterapeut og hyres til at undervise deres søn, Da-sang (Jung Hyeon-jun); Ki-taek ansættes som chauffør efter at Mr. Parks chauffør er blevet fyret. Ki-taek har nemlig fået Mr. Park til at tro, at denne (chaufføren) har haft sex på bagsædet af hans bil, da Mr. Park - "tilfældigvis" - finder et par dametrusser, som Ki-taek har anbragt dér. Chung-sook hyres til at erstatte den nuværende husholderske, Moon-gwang (Lee Jung-eun), efter at familien Kim udnytter hendes allergi over for ferskner og hævder, at hun har tuberkulose. Hermed er scenen sat til et absurd og kaotisk forløb, hvor konfrontationerne mellem under- og overklassefamilien ender med adskillige døde.

## Priser
| Ceremoni                       | Pris                        | Modtager     | Resultat  |
| ------------------------------ | --------------------------- | ------------ | --------- |
| Academy Awards                 | Bedste film                 | Bong Joon-ho | Vundet    |
| Academy Awards                 | Bedste instruktør           | Bong Joon-ho | Vundet    |
| Academy Awards                 | Bedste originale manuskript | Bong Joon-ho | Vundet    |
| Academy Awards                 | Bedste udenlandske film     | Bong Joon-ho | Vundet    |
| Academy Awards                 | Bedste scenografi           | Lee Ha-Jun   | Nomineret |
| Academy Awards                 | Bedste redigering           | Yang Jin-mo  | Nomineret |
| British Academy of Film Awards | Bedste film                 | Bong Joon-ho | Nomineret |
| British Academy of Film Awards | Bedste instruktør           | Bong Joon-ho | Nomineret |
| British Academy of Film Awards | Bedste originale manuskript | Bong Joon-ho | Vundet    |
| British Academy of Film Awards | Bedste udenlandske film     | Bong Joon-ho | Vundet    |
| Cannes Film Festival           | Palm D'Or                   | Bong Joon-ho | Vundet    |
| Golden Globes                  | Bedste instruktør           | Bong Joon-ho | Nomineret |
| Golden Globes                  | Bedste manuskript           | Bong Joon-ho | Nomineret |
| Golden Globes                  | Bedste udenlandske film     | Bong Joon-ho | Vundet    |